# Joseph Michael McGee
Joseph Michael McGee (* 13. Dezember 1904 in Monzievaird and Stowan, Crieff, Perth and Kinross, Schottland; † 5. März 1983 in Prestwick, Ayrshire, Schottland) war ein schottischer römisch-katholischer  Geistlicher. 
McGee wurde am 25. Mai 1929 zum Priester für das Bistum Dunkeld geweiht. Papst Pius XII. ernannte ihn am 19. Juli 1952 zum Bischof von Galloway. William Godfrey, Apostolischer Delegat in Großbritannien, spendete ihm am 11. November 1952 in der St. Andrew’s Church in Dumfries die Bischofsweihe. Mitkonsekratoren waren James Donald Scanlan, Bischof von Dunkeld, und Edward Wilson Douglas, Bischof von Motherwell. Papst Johannes Paul II. nahm am 4. April 1981 seinen Rücktritt an.
McGee nahm an allen vier Sitzungsperioden des Zweiten Vatikanischen Konzils als Konzilsvater teil
McGee wurde in Ayr bestattet.